# Принц Ајмоне, војвода од Аосте
Принц Ајмоне, четврти војвода од Аосте (пуно име: Ајмоне Роберто Маргерита Мариа Ђузепе Тироино, итал. Aimone Roberto Margherita Maria Giuseppe TorinoТорино, 9. март 1900 – Буенос Ајрес, 29. јануар 1948), познат и као Томислав II, био је италијански принц из династије Савоја и официр Италијанске краљевске ратне морнарице.
Од 18. маја 1941. до 31. јула 1943. године, био је краљ Независне Државе Хрватске под титуларним именом Томислав II, а на њену територију никада није ступио.

## Биографија

### Предратни живот
Рођен је 9. марта 1900. године у Торину. Његов деда је био шпански краљ Амадео I. Од 1. априла 1921. године, био је члан италијанског Сената.

### Други светски рат

#### Хрватски краљ
У складу са одредбама Римских уговора, принц Ајмоне је 18. маја 1941. године постао краљ Независне Државе Хрватске, одлуком његовог рођака италијанског краља Виториа Емануелеа III, а на предлог поглавника Анте Павелића који му је понудио „Томиславову круну". Одлуку о избору за хрватског краља саопштио му је гроф Галеацо Ћано, министар спољних послова и Мусолинијем зет.
Церемонији проглашења за краља у Квириналној палати у Риму, присуствовао је и Павелић. Тада је узео име Томислав II, у спомен на првог средњовековног хрватског краља Томислава. На тај начин, НДХ је формално постала подређена Италији.
Било је предвиђено да се крунисање одржи у Томиславграду, али је он одбио отићи услед неслагања око решавања питања Далмације. Тако ни Ајмоне није имао никакву ефективну власт над усташким режимом, већ је био само симбол.
Након смрти права принца Амедеа у британском заробљеничком логору у Кенији, Ајмоне је преузео титулу војводе од Аосте. Од јесени 1942. године, тајно је ступио у контакт са Савезницима и отпочео разговоре о могућем примирју.
Јула 1943. године, са падом фашистичког режима у Италији, принц Ајмоне је по наређењу краља Виториа Емануелеа III абдицирао са престола НДХ, дана 31. јула 1943. године. Међутим, уочи његове формалне абдикације по паду Италије, дана 12. октобра исте године, родио му се син Амедео, који је постао престолонаследник НДХ са именом Звонимир II.

#### Наставак рата
У последњим месецима Другог светског рата, постао је командант италијанске поморске базе Таранто, али је разрешен дужности. Током своје поморске каријере достигао је чин адмирала.

### Смрт
Годину дана после пада монархије у Италији, напушта је 1947. године и одлази у Аргентину. Преминуо је 29. јануара 1948. године у Буенос Ајресу.

## Титуле
- Краљ Хрватске, принц Босне и Херцеговине, војвода Далмације, Тузле и Книна, војвода Аосте (1942 - 12. октобар 1943)